# Josip iz Arimateje
Sv. Josip iz Arimateje, dobročinitelj i misionar iz 1. stoljeća, bogati Židov koji je pokopao Isusa Krista u svoj grob. Spominje se u sva četiri evanđelja. Zaštitnik je pogrebnika, grobara, nosača lijesova, kopača kositra i limara te mnogih crkava i kapela diljem svijeta.

## Životopis
Josip je rođen u 1. stoljeću u Ramli, u Arimateji blizu Jeruzalema, odakle je potjecao i slavni izraelski sudac i prorok Samuel. Bio je bogati Židov, istaknuti član Velikog vijeća i vlasnik novog groba isklesanog u stijeni blizu Golgote. Iz straha pred Židovima nije se usuđivao javno očitovati o Isusu, nego je potajno bio njegov učenik, kao i Nikodem. Josip je iščekivao Kraljevstvo Božje i nije se složio s presudom protiv Isusa. U okrutnim trenutcima raspeća nije se libio zatražiti od Pilata Isusovo tijelo. S dopuštenjem od prefekta skine tijelo s križa, omota ga u čistu plahtu i uz pomoć Nikodema položi u svoj grob. Njih dvojica zatim zatvore grob velikom stijenom i odlaze. Kasnije su osnovali crkvu u Lodu.

## Naslijeđe
Slavni talijanski povjesničar, kardinal Cesare Baronio, stavio ga je u Rimski martirologij 17. ožujka. Povod je bilo štovanje kanonika vatikanske bazilike, koji su baš na taj dan častili relikvije Josipove ruke. U Baronijevo doba najstariji dokument o Josipovoj ruci potjecao je iz 1454., ali tijekom vremena nestalo je mnogo dragocjenih svjedočanstava. 
O Josipu iz Arimateje postoji i vrlo bogata ikonografija, što je posve razumljivo s obzirom na to da je bio sudionik Isusova pogreba. Ovjekovječili su ga brojni majstori među kojima se najviše ističu Michelangelo i Tizian. U bogatom muzeju stare umjetnosti u Bruxellesu nalazi se jedna pala iz 15. stoljeća, koja se pripisuje majstoru Afflighenu, a prikazuje kako se nakon dovršenog pogreba Josip i Nikodem udaljuju od Isusova groba, noseći sa sobom čavle i trnovu krunu. Ta oruđa muke, kao i koplje, pehar i ručnik često su uz Josipa iz Arimateje, koga kao svog zaštitnika slave grobari. Na većini slika Josip iz Arimateje prikazan je kao zreo i vremešan čovjek, s dostojanstvenom bradom i bogatim odijelom. Nakon Tridentskog sabora često se prikazuje zajedno s anđelima.
U suvremeno doba, osim umjetnika i pisaca ovjekovječili su ga i filmski redatelji.

## Legende
Od 4. stoljeća pojavljuju se legendarne predaje s puno mašte u kojima se veliča Josipov lik. U apokrifu iz 5. stoljeća, "Djela Pilatova", također poznata i kao "Evanđelje po Nikodemu", govori se da Židovi nisu odobravali držanje Josipa i Nikodema u vezi s Isusom te je Josip stoga uhićen i poslan u zatvor. Čudom oslobođen pojavljuje se u Arimateji, odakle se vraća u Jeruzalem i govori kako ga je Isus oslobodio. Još više iznenađujuće djelo je "Vindicta Salvatoris", koje je bilo jako rasprostranjeno u Engleskoj i Akvitaniji. Ova knjiga govori o odlasku Tita na čelu svojih legija kako bi osvetio Isusovu smrt. Osvojivši Jeruzalem, Tit pronalazi Josipa u jednom tornju, gdje su ga Židovi zatvorili kako bi umro od gladi. A Josip je tamo bio hranjen nebeskim delicijama.
Legende o Josipu iz Arimateje poprimile su od 11. do 13. stoljeća nove pojedinosti na britanskim otocima i u Francuskoj, uključujući u to kralja Arthura i Sveti gral. Prema jednoj od tih legendi, Josip je oprao Isusovo tijelo i prikupio vodu i krv u spremnik, a kasnije su on i Nikodem podijelili njegov sadržaj. Neke legende kažu da je Josip, noseći tu relikviju, evangelizirao Francusku (neke priče kažu da se iskrcao u Marseille s Martom, Marijom i Lazarom), Španjolsku (gdje ga je Jakov Zebedejev imenovao biskupom), Portugal i Englesku. U posljednjoj državi Josip je postao vrlo popularan. Legenda ga postavlja za osnivača prve crkve na britanskom tlu, na Glastonburškom brdu. Dok je spavao, njegov biskupski štap je pao na zemlju, pustio korijenje i izrastao. Opatija Glastonbury postala je važno hodočasničko središte dok 1539. nije bila prisilno ukinuta reformacijom. Jedna legenda iz 9. stoljeća pripovijeda da je u vrijeme Karla Velikog jeruzalemski patrijarh Fortunato pobjegao na zapad s Josipovim kostima do samostana Moyenmoutier, gdje je postao opat.
Iako sve te legende nemaju nikakvu povijesnu važnost niti su točne, jasno daju do znanja kako se velika važnost pridavala prvim Isusovim učenicima. Razvoj tih priča može se povezati s povijesnim odnosima Engleske i Francuske s Rimom. Time se željelo pokazati da su neka područja evangelizirali Isusovi učenici, a ne rimski misionari. U svakom slučaju, nemaju nikakve veze s povijesnom istinom.

## Zanimljivosti
- U apokrifnom evanđelju po Petru iz 2. stoljeća Josip traži Isusovo tijelo još prije nego što je Isus razapet.[3]

## Vanjske poveznice
| Portal:Kršćanstvo | Portal: Kršćanstvo |

- Sveci.net: Sv. Josip iz Arimateje  Arhivirana inačica izvorne stranice od 1. rujna 2019. (Wayback Machine)

- Opus Dei: Tko je bio Josip iz Arimateje?

- Svjetlo vjere: Sv. Josip iz Arimateje  Arhivirana inačica izvorne stranice od 1. rujna 2019. (Wayback Machine)

### Sestrinski projekti
|  | Zajednički poslužitelj ima stranicu o temi Josip iz Arimateje    |
|  | Zajednički poslužitelj ima još gradiva o temi Josip iz Arimateje |